# Niels Modler
Niels Modler (* 18. August 1969 in Freital) ist ein deutscher Ingenieur. Seit 2013 ist er Inhaber der Professur für Funktionsintegrativen Leichtbau an der TU Dresden und gehört seit 2025 als Prorektor Bildung und lebensbegleitendes Studieren zur Universitätsleitung.

## Leben
Modler kam als Sohn des Ingenieurs und späteren TUD-Professors Karl-Heinz Modler (* 1944) in Freital zur Welt. Er wuchs in Oelsa auf, wo die Großeltern eine Möbeltischlerei besaßen. In Oelsa besuchte er die Polytechnische Oberschule und legte sein Abitur an der EOS „Hermann Matern“ (heute Weißeritzgymnasium) in Freital ab. Er studierte von 1988 bis 1993 Elektrotechnik (Studienrichtung Feinwerktechnik mit Vertiefungsrichtung Biomedizinische Gerätetechnik) an der TU Dresden. Anschließend arbeitete er in der Medizintechnikbranche, unter anderem in Dresden und Hamburg. Ab 1999 war er als wissenschaftlicher Mitarbeiter am Institut für Leichtbau und Kunststofftechnik (ILK) der TU Dresden tätig und promovierte 2008 mit einer Arbeit zum Thema Nachgiebigkeitsmechanismen aus Textilverbunden mit integrierten aktorischen Elementen. Seit 2013 ist Modler Professor für Funktionsintegrativen Leichtbau an der TU Dresden. Zuvor hatte er einen Ruf an die Universität Stuttgart abgelehnt.
Von 2009 bis 2013 war Modler Mitglied des TUD-Senats, wobei er die Gruppe der akademischen Mitarbeiter vertrat. Von 2015 bis 2025 vertrat er als Senator die Gruppe der Hochschullehrer.
Modler war 2023 mit Lothar Kroll Mitbewerber zur Wahl als Rektor der TU Chemnitz, wobei der Amtsinhaber Gerd Strohmeier im Amt bestätigt wurde. Im Juli 2025 wurde Modler für die Amtzeit 2025 bis 2030 zum neuen Prorektor Bildung und lebensbegleitendes Studieren der TU Dresden gewählt. Er ist dabei Nachfolger von Michael Kobel und trat die Stelle am 18. August 2025 an.
Modler lebt in Kändler, Limbach-Oberfrohna.

## Wirken
Modler forscht zu Anwendungsmöglichkeiten von Leichtbau-Technologien in den Bereichen Automobilbau, Luftfahrt, Energietechnik und Medizintechnik. Er veröffentlichte unter anderem in den Fachzeitschriften Advanced Engineering Materials, Journal of Manufacturing and Materials Processing (JMMP) und Composite Structures und hält über zehn Patente.
Modler war ab 2003 Geschäftsführer des DFG-Sonderforschungsbereichs SFB 639 „Textilverstärkte Verbundkomponenten für funktionsintegrierte Mischbauweisen bei komplexen Leichtbauanwendungen“, der Ende 2015 abgeschlossen wurde. Er war ab 2006 Dresdner Standortsprecher des DFG-Sonderbereichs/Transregio TR 39 „Großserienfähige Produktionstechnologien für leichtmetall- und faserverbundbasierte Komponenten mit integrierten Piezosensoren und -aktoren“, der von der DFG bis 2018 gefördert wurde. Modler ist seit 2023 Geschäftsführer und Mitglied des Direktoriums des „Center for Green Circular Economy“ (CircEcon), eines geplanten Zentrums für grüne Kreislaufwirtschaft im Industriepark Schwarze Pumpe, an dem erforscht werden soll, wie aus bisher nicht oder nur schwer recycelbaren technischen Verbundstoffen erneut Rohstoffe gewonnen werden können.